# John Pelling
John Pelling   (Londres, 27 de maig de 1936 - 14 de juny de 2023) és un tirador d'esgrima anglès, ja retirat, especialista en espasa, que va competir durant les dècades de 1950 i 1960. És fill del també tirador d'esgrima Bert Pelling.
El 1960 va prendre part en els Jocs Olímpics d'Estiu de Roma, on disputà dues proves del programa d'esgrima. En la prova d'espasa per equips guanyà la medalla de plata, mentre en la d'espasa individual quedà eliminat en sèries. Quatre anys més tard, als Jocs de Tòquio, quedà eliminat en sèries en la prova d'espasa per equips.
En el seu palmarès també destaquen dues medalles al Campionat del món d'esgrima, una de plata i una de bronze, entre les edicions de 1957 i 1965, i quatre medalles, dues d'or i dues de plata als Jocs de la Commonwealth de 1962 i 1966.